# 亚硫酸铀酰
亚硫酸铀酰是一种无机化合物，化学式为UO2SO3。它可由三氧化铀和二氧化硫的饱和溶液反应制得。它的三水合物和4.5水合物是已知的。它和二甲基亚砜（DMSO）的水溶液反应，可以得到UO2SO3·DMSO·H2O。